# Sint-Annakapel (Gebroek)

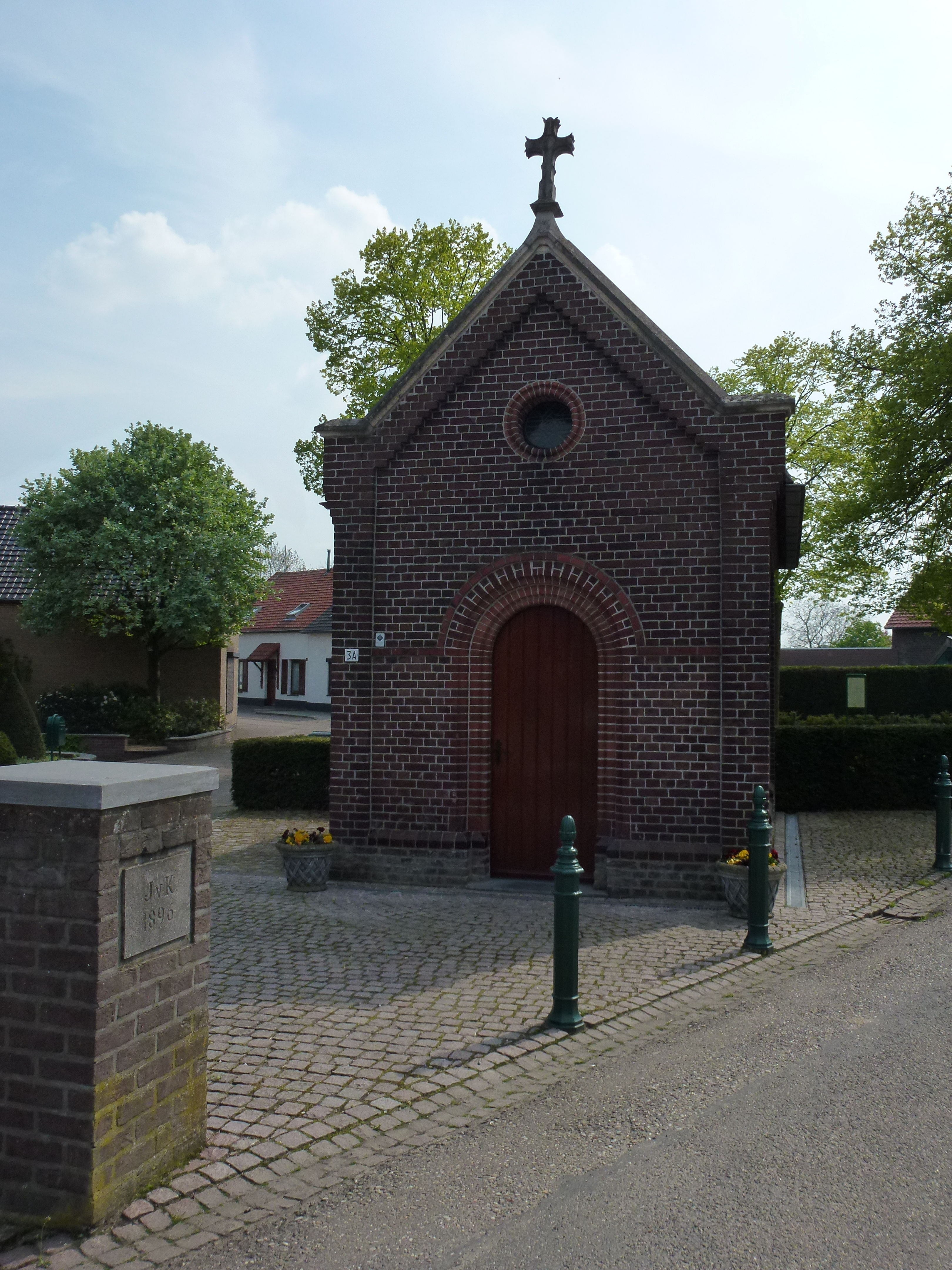
De Sint-Annakapel

De Sint-Annakapel is een kapel in Gebroek in de Nederlandse gemeente Echt-Susteren. De kapel staat op de hoek van de Spoorstraat met de Gebroekerdijk midden in de buurtschap aan een plein.
De kapel is gewijd aan de heilige Anna.

## Geschiedenis
In 1750 stond er hier in de nabijheid reeds een voetval of kapel.
In 1896 werd de kapel gebouwd door J.A. van Kempen.
In 1976-1977 werd de kapel gerestaureerd. Op 30 juli 1978 werd de kapel opnieuw ingezegend.

## Gebouw
De bakstenen kapel is opgetrokken op een rechthoekig grondplan en wordt gedekt door een zadeldak met leien. In de beide zijgevels zijn er elk twee rondbogen van rode bakstenen aangebracht met daarin een licht terugspringende gevel met daarin een rondboogvenster met glas-in-lood van de hand van Jacques Verheyen. Een zelfde rondboog bevindt zich in de achtergevel, maar zonder venster. De frontgevel is een topgevel met verbrede aanzet en schouderstukken met op de top een stenen kruis. Op de hoeken zijn er pilasters aangebracht en boven in de frontgevel bevindt zich een rond venster. In de frontgevel bevindt zich de rondboogvormige toegang die wordt afgesloten met een houten deur.
Van binnen is de kapel wit gestuukt en aan de wanden hangt een kruisweg. Tegen de achterwand is een houten altaar geplaatst. Boven het altaar is op een console een houten Annabeeld geplaatst dat de heilige toont samen met haar dochter Maria.